# Mary Leakey
Mary Leakey (n. 6 februarie 1913 — d. 9 decembrie 1996), născută Mary Douglas Nicol, a fost antropolog și paleontolog britanic care a făcut câteva descoperiri importante în acest domeniu, pe continentul african, alături de soțul său, Louis Leakey.